# Hundsberg (Gschwend)

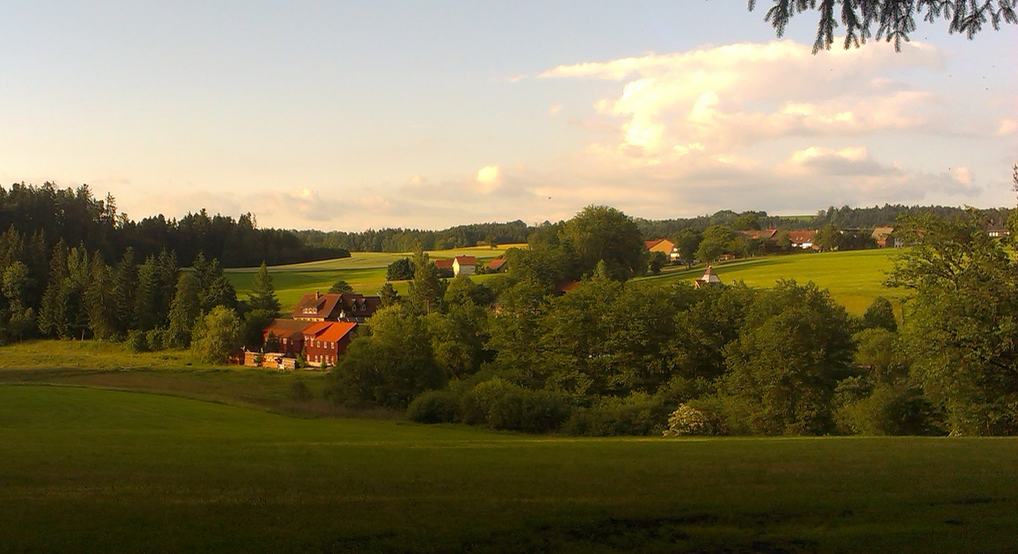
Südwestlicher Blick auf die Hundsberger Sägemühle

Hundsberg ist ein Teilort der Gemeinde Gschwend im Ostalbkreis in Baden-Württemberg. Er liegt auf der Gemarkung der früheren Gemeinde Altersberg. Der Wohnplatz wird wegen der Zugehörigkeit zur Kirchengemeinde Hellershof und auch wegen der dortigen geologischen Kleinlandschaft zum Sandland gehörig bezeichnet. Der kleine Ort liegt im Naturpark Schwäbisch-Fränkischer Wald.

## Geographie
Hundsberg liegt etwa 3,5 km südwestlich von Gschwend. Welzheim ist 6,8 km, Kaisersbach 5,2 km und Alfdorf 7,9 km entfernt. Der Teilort liegt ca. 510 m über dem Meeresspiegel. Am Ortsrand an der Hundsberger Sägemühle fließt die Schwarze Rot entlang.

## Geschichte
Hundsberg wird erstmals 1382 als Huensberg erwähnt. Die Grundherrschaft war zwischen der Familie der Schenken von Limpurg sowie den Klöstern Adelberg und Lorch geteilt.
Die Gemeinde Altersberg, zu der Hundsberg gehörte, kam erst 1806 vollständig an Württemberg. Sie gehörte zum Oberamt Gaildorf und wurde bei dessen Auflösung im Jahr 1938 dem Landkreis Backnang zugeordnet.
Am 1. Januar 1972 wurde Hundsberg als Teil von Altersberg in die Gemeinde Gschwend eingegliedert.

## Bevölkerung

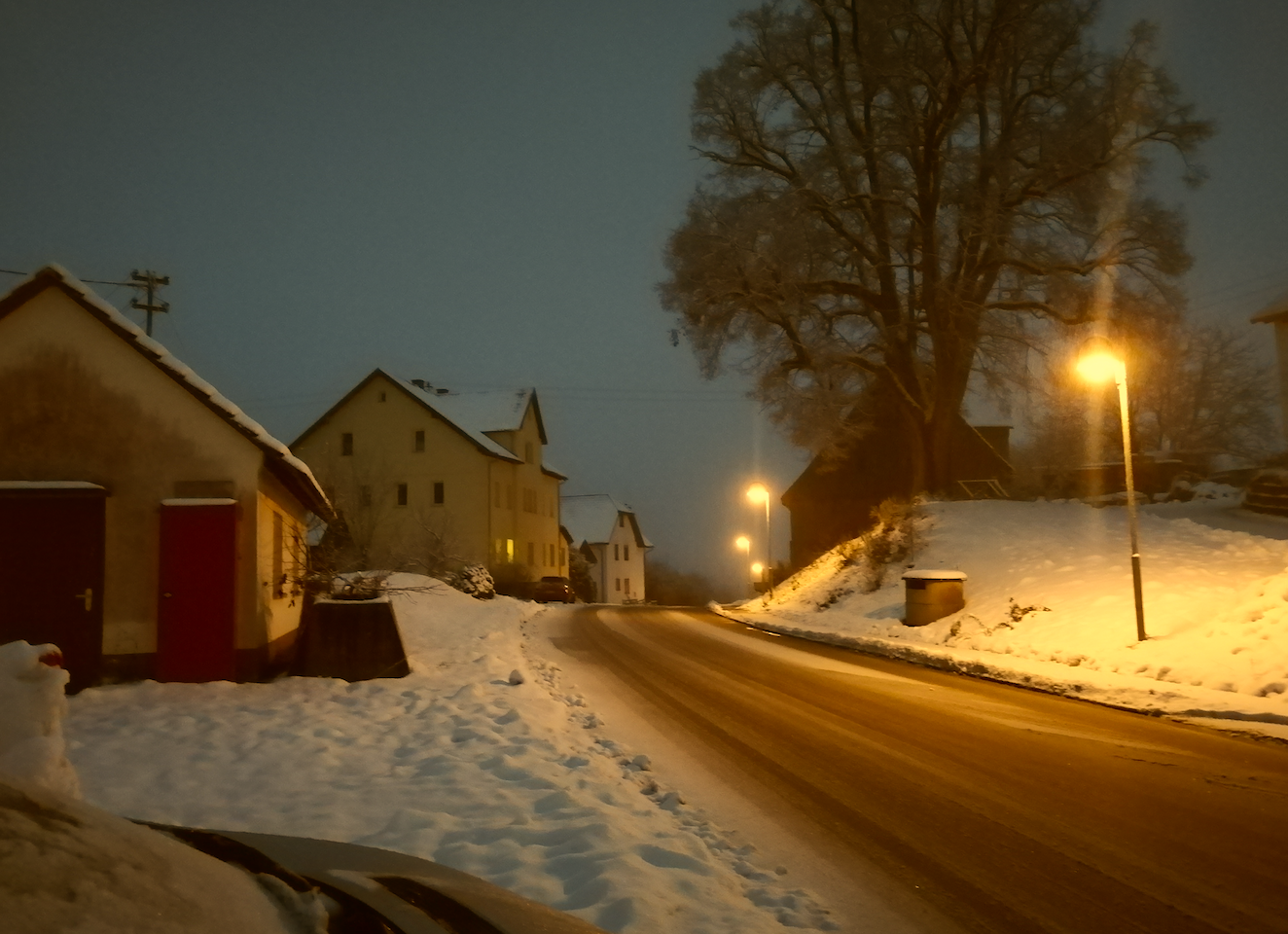
Hundsberg im Dezember

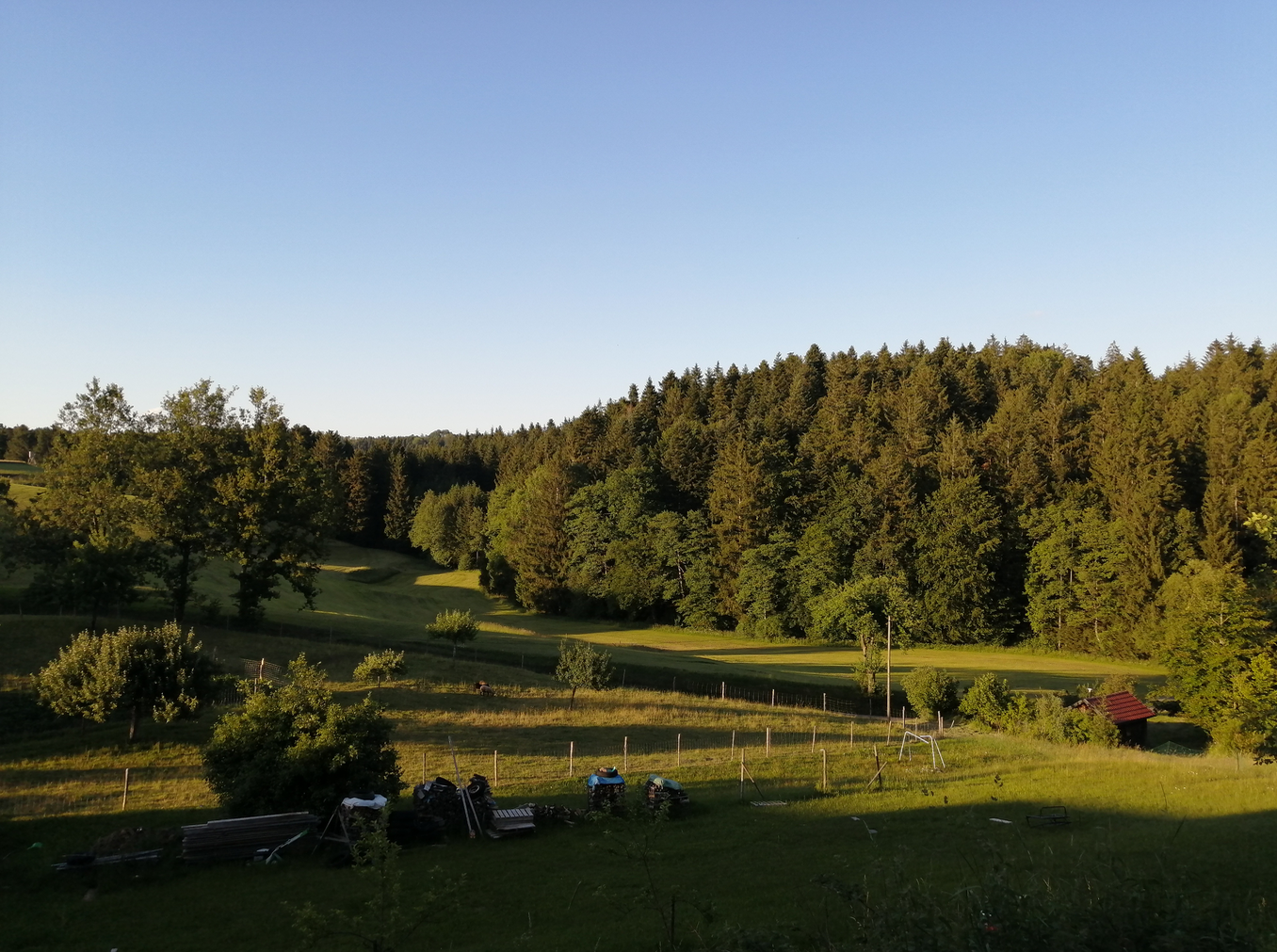
Hundsberg im Sommer

In Hundsberg leben 125 Menschen.

## Sehenswürdigkeiten
Die Sägemühle wurde zwischen 1500 und 1600 erbaut. Früher wurde die Mühle noch mit Wasserkraft angetrieben. 2005 wurde zuletzt das Mühlenrad ausgetauscht. Heute wird die Mühle elektrisch betrieben.
Eine weitere Sehenswürdigkeit ist die noch nicht fertiggestellte Hundsberger Kapelle.
Der Mühlenwanderweg führt an der Hundsberger Sägemühle und der Kapelle vorbei.

## Verkehr
Hundsberg ist mit der Buslinie 257 mit Gschwend und Welzheim verbunden. Am Ortsausgang Richtung Gschwend gab es wegen einer heimtückischen Kurve schon unzählige Motorradunfälle und Autounfälle. Durch Hundsberg führt die Landstraße 1080. Die Straßen von Hundsberg sind die Sandlandstraße, der Mühleweg, die Sonnenhalde und die Hundsberger Sägemühle.